# A Manchester United FC rekordjainak listája

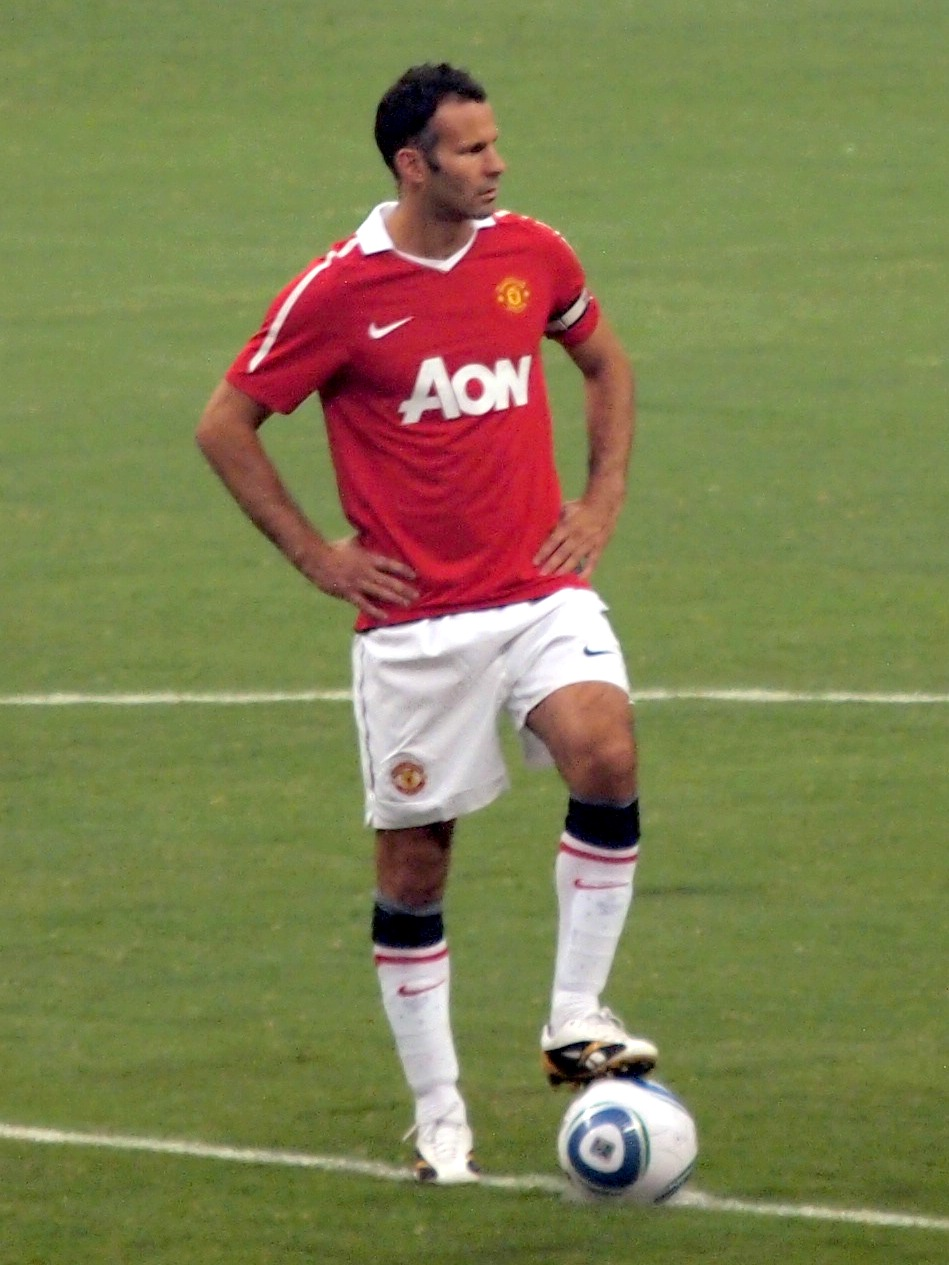
Ryan Giggs lépett pályára a legtöbbször a United mezében

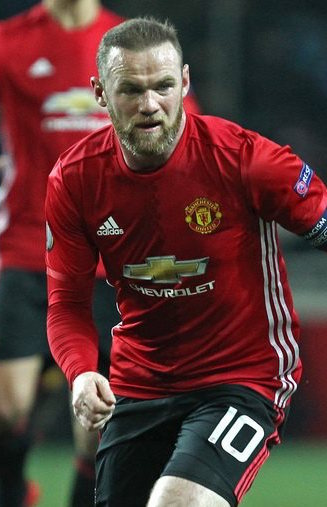
Wayne Rooney szerezte a legtöbb gólt a csapat történetében

Az alábbi listán a Manchester United és játékosai által beállított rekordok és a csapat statisztikái szerepelnek.

## Sikerek
- Bajnoki győzelem, azaz First Division és Premier League:[1][2] 20 győzelem (rekord)
  - 1908, 1911, 1952, 1956, 1957, 1965, 1967, 1993, 1994, 1996, 1997, 1999, 2000, 2001, 2003, 2007, 2008, 2009, 2011, 2013
- Másodosztályú bajnok:[3] 2 győzelem
  - 1936, 1975
- Angol kupagyőzelem (FA Cup): 13 győzelem
  - 1909, 1948, 1963, 1977, 1983, 1985, 1990, 1994, 1996, 1999, 2004, 2016, 2024
- Ligakupa-győzelem (League Cup): 6 győzelem
  - 1992, 2006, 2009, 2010, 2017, 2023
- Bajnokcsapatok Európa-kupája (BEK), illetve UEFA-bajnokok ligája (UEFA Champions League): 3 győzelem
  - 1967–1968, 1998–1999, 2007–2008
- Kupagyőztesek Európa-kupája (KEK, UEFA Cup Winners’ Cup): 1 győzelem
  - 1991
- Interkontinentális Kupa: 1 győzelem
  - 1999
- FIFA-klubvilágbajnokság: 1 győzelem
  - 2008
- Európai Szuperkupa: 1 győzelem
  - 1991
- Európa-liga: 1 győzelem
  - 2017
- Angol szuperkupa-győztes (az angol bajnok és kupagyőztes viadala): 21 győzelem (rekord)
  - 1908, 1911, 1952, 1956, 1957, 1965*, 1967*, 1977*, 1983, 1990*, 1993, 1994, 1996, 1997, 2003, 2007, 2008, 2010, 2011, 2013, 2016 (* megosztva)
- BBC Év Sportolója Díj (BBC Sports Personality of the Year Team Award): 2 győzelem
  - 1968, 1999

## Játékos-rekordok
A jelenleg is United-mezben aktív játékosok félkövérrel vannak kiemelve.
2025. május 4-i állapot szerint

### Pályára lépések
- Legfiatalabb játékos: David Gaskell – 16 éves, 19 napos (a Manchester City ellen, angol szuperkupa, 1956. október 24.)[4]
  - Legfiatalabb kezdőjátékos a Premier League-érában: Chido Obi – 17 éves, 156 napos (a Brentford ellen, Premier League, 2025. május 4.)[5]
- Legidősebb játékos: Billy Meredith – 46 éves, 281 napos (a Derby County ellen, angol bajnokság, 1921. május 7.)[6]
- Legidősebb játékos a második világháború után: Edwin van der Sar – 40 éves, 211 napos (a Barcelona ellen, UEFA-bajnokok ligája-döntő, 2011. május 28.)
- Legtöbb pályára lépés sorozatban: 206 – Steve Coppell (1977. január 15. – 1981. november 7.)[7]
- Legrövidebb szereplés: 11 másodperc – Chris Smalling (a Norwich City ellen, angol bajnokság, 2012. február 26.)

#### Legtöbb pályára lépés
| #  | Játékos        | Időszak             | Bajnokság | FA-Kupa  | Ligakupa | Nemzetközi | Egyéb    | Összesen  |
| -- | -------------- | ------------------- | --------- | -------- | -------- | ---------- | -------- | --------- |
| 1  | Ryan Giggs     | 1991–2014           | 672 (117) | 074 (12) | 041 0(6) | 157 (23)   | 019 0(3) | 963 (161) |
| 2  | Bobby Charlton | 1956–1973           | 606 0(2)  | 078 0(0) | 024 0(0) | 045 0(0)   | 05 0(0)  | 758 0(2)  |
| 3  | Paul Scholes   | 1994–2011 2012–2013 | 499 0(95) | 049 (17) | 021 0(7) | 134 (21)   | 015 0(1) | 718 (141) |
| 4  | Bill Foulkes   | 1952–1970           | 566 0(3)  | 061 0(0) | 03 0(0)  | 052 0(0)   | 06 0(0)  | 688 0(3)  |
| 5  | Gary Neville   | 1992–2011           | 400 0(21) | 047 0(3) | 025 0(2) | 117 0(8)   | 013 0(2) | 602 0(36) |
| 6  | Wayne Rooney   | 2004–2017           | 393 0(39) | 040 0(7) | 020 0(7) | 098 0(8)   | 08 0(1)  | 559 0(62) |
| 7  | David de Gea   | 2011–2023           | 415 (0)   | 28 (0)   | 16 (0)   | 82 (0)     | 4 (0)    | 545 (0)   |
| 8  | Alex Stepney   | 1966–1978           | 433 0(0)  | 044 0(0) | 035 0(0) | 023 0(0)   | 04 0(0)  | 539 0(0)  |
| 9  | Tony Dunne     | 1960–1973           | 414 0(0)  | 055 0(1) | 021 0(0) | 040 0(0)   | 05 0(0)  | 535 0(1)  |
| 10 | Denis Irwin    | 1990–2002           | 368 0(12) | 043 0(1) | 031 0(3) | 075 0(2)   | 012 0(0) | 529 0(18) |

### Gólszerzők
- Legtöbb gól egy szezonban: 46 – Denis Law, 1963–1964[14]
- Legtöbb bajnoki gól egy szezonban: 32 – Dennis Viollet, First Division, 1959–1960[14]
- Legtöbb bajnoki gól egy 38 mérkőzéses szezonban: 31 – Cristiano Ronaldo, Premier League, 2007–2008[15]
- Legkevesebb góllal házi bajnoki gólkirály: 6[6]
  - Bobby Charlton, 1972–1973
  - Sammy McIlroy, 1973–1974
- Legtöbb gól egy mérkőzésen: 6
  - Harold Halse, a Swindon Town ellen, 1911. szeptember 25.[7]
  - George Best, a Northampton Town ellen, 1970. február 7.[16]
- Leghosszabb gólszerzési sorozat a bajnokságban: 10 mérkőzés – Ruud van Nistelrooy (2003. március 22. – 2003. augusztus 23.)[17]
- Leggyorsabb gól: 12 másodperc – Bryan Robson, a Burnley ellen, ligakupa, 1984. szeptember 26.
- Leggyorsabb mesterhármas: 4 perc – Ernie Goldthorpe, a Notts County ellen, angol másodosztály, 1923. február 10.[18]
- Leggyorsabb mesternégyes: 13 perc – Ole Gunnar Solskjær, a Nottingham Forest ellen, Premier League, 1999, február 6.
- Legtöbb mesterhármas: 18 – Denis Law (1962. november 3. – 1971. április 17.)

#### Legtöbb gólt szerző játékosok
| #  | Játékos        | Időszak             | Bajnokság | FA-Kupa   | Ligakupa  | Nemzetközi | Egyéb    | Összesen  | Gól/Mérkőzés |
| -- | -------------- | ------------------- | --------- | --------- | --------- | ---------- | -------- | --------- | ------------ |
| 1  | Wayne Rooney   | 2004–2017           | 183 (393) | 022 0(40) | 05 0(20)  | 039 0(98)  | 04 0(8)  | 253 (559) | 0.45         |
| 2  | Bobby Charlton | 1956–1973           | 199 (606) | 019 0(78) | 07 0(24)  | 022 0(45)  | 02 0(5)  | 249 (758) | 0.33         |
| 3  | Denis Law      | 1962–1973           | 171 (309) | 034 0(46) | 03 0(11)  | 028 0(33)  | 01 0(5)  | 237 (404) | 0.59         |
| 4  | Jack Rowley    | 1937–1955           | 182 (380) | 026 0(42) | 00 0(0)   | 00 0(0)    | 03 0(2)  | 211 (424) | 0.50         |
| 5  | Dennis Viollet | 1952–1962           | 159 (259) | 05 0(18)  | 01 0(2)   | 013 0(12)  | 01 0(2)  | 179 (293) | 0.61         |
| 5  | George Best    | 1963–1974           | 137 (361) | 021 0(46) | 09 0(25)  | 011 0(34)  | 01 0(4)  | 179 (470) | 0.38         |
| 7  | Joe Spence     | 1919–1933           | 158 (481) | 010 0(29) | 00 0(0)   | 00 0(0)    | 00 0(0)  | 168 (510) | 0.33         |
| 7  | Ryan Giggs     | 1991–2014           | 114 (672) | 012 0(74) | 012 0(41) | 029 (157)  | 01 0(19) | 168 (963) | 0.17         |
| 9  | Mark Hughes    | 1983–1986 1988–1995 | 120 (345) | 017 0(46) | 016 0(38) | 09 0(33)   | 01 0(5)  | 163 (467) | 0.35         |
| 10 | Paul Scholes   | 1994–2011 2012–2013 | 107 (499) | 013 0(49) | 09 0(21)  | 026 (134)  | 00 0(15) | 155 (718) | 0.22         |

### Díjazottak
Aranylabda
- Denis Law – 1964
- Bobby Charlton – 1966
- George Best – 1968
- Cristiano Ronaldo – 2008

Golden Boy
- Wayne Rooney – 2004
- Anderson – 2008
- Anthony Martial – 2015

Európai aranycipő
- Cristiano Ronaldo – 2008[26]

Az év labdarúgója (FIFA)
- Cristiano Ronaldo – 2008[27]

Az év labdarúgója (UEFA)
- David Beckham – 1999
- Cristiano Ronaldo – 2008

Puskás Ferenc-díj
- Cristiano Ronaldo – 2009[29]
- Alejandro Garnacho – 2024[30]

### Válogatottak
- Első válogatott játékos: Jack Powell és Tom Burke, Wales színeiben, Anglia ellen (1887. február 26.)[4]
  - A Newton Heath összes válogatott játékosa walesi volt.[4] Az első nem walesi válogatott United-játékos Charlie Roberts volt a csapat névváltoztatása után, aki Anglia színeiben játszott Írország ellen, 1905. február 25-én.[31]
- Legtöbb válogatottság (összesen): 201 – Cristiano Ronaldo – Portugália (82 a United játékosaként)[32]
- Legtöbb válogatottság a United játékosaként: 106 – Bobby Charlton – Anglia[31]

#### Válogatott trófeák
Világbajnokok
- Bobby Charlton – 1966
- John Connelly – 1966
- Nobby Stiles – 1966
- Paul Pogba – 2018
- Lisandro Martínez – 2022

Konföderációs kupa-győztesek
- Mikaël Silvestre – 2001, 2003
- Fabien Barthez – 2003

Európa-bajnokok
- Peter Schmeichel – 1992
- Fabien Barthez – 2000

Nemzetek LIgája-győztesek
- Anthony Martial – 2021
- Paul Pogba – 2021
- Raphaël Varane – 2021

Copa América
- Kléberson – 2004
- Alejandro Garnacho – 2022
- Lisandro Martínez – 2022

CONCACAF-aranykupa
- Javier Hernández – 2011

Olimpiai bajnokok
- Harold Hardman – 1908
- Gabriel Heinze – 2004

### Átigazolások
| Szerződtetett játékosok | Szerződtetett játékosok | Szerződtetett játékosok | Szerződtetett játékosok | Szerződtetett játékosok | Eladott játékosok | Eladott játékosok   | Eladott játékosok   | Eladott játékosok | Eladott játékosok |
| #                       | Játékos                 | Honnan                  | Összeg                  | Dátum                   | #                 | Játékos             | Hova                | Összeg            | Dátum             |
| ----------------------- | ----------------------- | ----------------------- | ----------------------- | ----------------------- | ----------------- | ------------------- | ------------------- | ----------------- | ----------------- |
| 1                       | Paul Pogba              | Juventus                | £89,3 millió            | 2016. augusztus         | 1                 | Cristiano Ronaldo   | Real Madrid         | £80 millió        | 2009. július      |
| 2                       | Antony                  | Ajax                    | £82 millió              | 2022. szeptember        | 2                 | Romelu Lukaku       | Internazionale      | £74 millió        | 2019. augusztus   |
| 3                       | Harry Maguire           | Leicester City          | £80 millió              | 2019. augusztus         | 3                 | Ángel Di María      | Paris Saint-Germain | £44,3 millió      | 2015. augusztus   |
| 4                       | Romelu Lukaku           | Everton                 | £75 millió              | 2017. július            | 4                 | Mason Greenwood     | Olympique Marseille | £26,6 millió      | 2024. július      |
| 5                       | Jadon Sancho            | Borussia Dortmund       | £73 millió              | 2021. július            | 5                 | Scott McTominay     | Napoli              | £25,7 millió      | 2024. augusztus   |
| 6                       | Rasmus Højlund          | Atalanta                | £72 millió              | 2023. augusztus         | 6                 | Daniel James        | Leeds United        | £25 millió        | 2021. augusztus   |
| 7                       | Casemiro                | Real Madrid             | £60 millió              | 2022. augusztus         | 7                 | David Beckham       | Real Madrid         | £24,5 millió      | 2003. június      |
| 8                       | Ángel Di María          | Real Madrid             | £59,7 millió            | 2014. augusztus         | 8                 | Morgan Schneiderlin | Everton             | £24 millió        | 2017. január      |
| 9                       | Lisandro Martínez       | Ajax                    | £57 millió              | 2022. július            | 9                 | Memphis Depay       | Lyon                | £16 millió        | 2017. január      |
| 10                      | Mason Mount             | Chelsea                 | £55 millió              | 2023. július            | 9                 | Danny Welbeck       | Arsenal             | £16 millió        | 2014. szeptember  |

#### Az átigazolási rekordösszeg fejlődése
Félkövér: brit klubrekord
| Szerződtetett játékosok | Szerződtetett játékosok | Szerződtetett játékosok | Szerződtetett játékosok | Eladott játékosok | Eladott játékosok | Eladott játékosok      | Eladott játékosok |
| Dátum                   | Játékos                 | Honnan                  | Összeg                  | Dátum             | Játékos           | Hova                   | Összeg            |
| ----------------------- | ----------------------- | ----------------------- | ----------------------- | ----------------- | ----------------- | ---------------------- | ----------------- |
| 1900. január            | Gilbert Godsmark        | Ashford                 | £40                     | 1900. április     | William Bryant    | Blackburn Rovers       | £50               |
| 1903. január            | Alex Bell               | Ayr Parkhouse           | £700                    | 1900. április     | Joe Cassidy       | Manchester City        | £250              |
| 1910. július            | Leslie Hofton           | Glossop                 | £1,000                  | 1909. október     | Alex Downie       | Oldham Athletic        | £600              |
| 1914. március           | George Hunter           | Chelsea                 | £1,300                  | 1911. június      | Ted Connor        | Sheffield United       | £750              |
| 1920. szeptember        | Tom Miller              | Liverpool               | £2,000                  | 1912. július      | Harold Halse      | Aston Villa            | £1,200            |
| 1921. november          | Neil McBain             | Ayr United              | £6,000                  | 1913. augusztus   | Charlie Roberts   | Oldham Athletic        | £1,750            |
| 1938. február           | Jack Smith              | Newcastle United        | £6,500                  | 1920. december    | Tommy Meehan      | Chelsea                | £3,300            |
| 1949. március           | John Downie             | Bradford Park Avenue    | £18,000                 | 1937. szeptember  | George Mutch      | Preston North End      | £5,000            |
| 1953. március           | Tommy Taylor            | Barnsley                | £29,999                 | 1948. március     | Joe Walton        | Preston North End      | £10,000           |
| 1958. szeptember        | Albert Quixall          | Sheffield Wednesday     | £45,000                 | 1949. március     | Johnny Morris     | Derby County           | £24,500           |
| 1962. augusztus         | Denis Law               | Torino                  | £110,000                | 1962. január      | Dennis Viollet    | Stoke City             | £25,000           |
| 1968. augusztus         | Willie Morgan           | Burnley                 | £117,000                | 1962. március     | Warren Bradley    | Bury                   | £40,000           |
| 1972. február           | Martin Buchan           | Aberdeen                | £125,000                | 1972. június      | Francis Burns     | Southampton            | £50,000           |
| 1972. március           | Ian Storey-Moore        | Nottingham Forest       | £200,000                | 1972. június      | Alan Gowling      | Huddersfield Town      | £60,000           |
| 1978. január            | Joe Jordan              | Leeds United            | £350,000                | 1973. március     | Ted MacDougall    | West Ham United        | £130,000          |
| 1978. február           | Gordon McQueen          | Leeds United            | £495,000                | 1977. március     | Gerry Daly        | Derby County           | £175,000          |
| 1979. augusztus         | Ray Wilkins             | Chelsea                 | £825,000                | 1978. április     | Gordon Hill       | Derby County           | £250,000          |
| 1980. október           | Garry Birtles           | Nottingham Forest       | £1,250,000              | 1979. augusztus   | Brian Greenhoff   | Leeds United           | £350,000          |
| 1981. október           | Bryan Robson            | West Bromwich Albion    | £1,500,000              | 1980. október     | Andy Ritchie      | Brighton & Hove Albion | £500,000          |
| 1988. június            | Mark Hughes             | Barcelona               | £1,800,000              | 1984. június      | Ray Wilkins       | Milan                  | £1,500,000        |
| 1989. augusztus         | Gary Pallister          | Middlesbrough           | £2,300,000              | 1986. augusztus   | Mark Hughes       | Barcelona              | £2,500,000        |
| 1993. július            | Roy Keane               | Nottingham Forest       | £3,750,000              | 1995. július      | Paul Ince         | Internazionale         | £7,000,000        |
| 1995. január            | Andy Cole               | Newcastle United        | £7,000,000              | 2001. augusztus   | Jaap Stam         | Lazio                  | £15,250,000       |
| 1998. július            | Jaap Stam               | PSV Eindhoven           | £10,750,000             | 2003. június      | David Beckham     | Real Madrid            | £24,500,000       |
| 1998. augusztus         | Dwight Yorke            | Aston Villa             | £12,600,000             | 2009. július      | Cristiano Ronaldo | Real Madrid            | £80,000,000       |
| 2001. június            | Ruud van Nistelrooy     | PSV Eindhoven           | £19,000,000             |                   |                   |                        |                   |
| 2001. július            | Juan Sebastián Verón    | Lazio                   | £28,100,000             |                   |                   |                        |                   |
| 2002. július            | Rio Ferdinand           | Leeds United            | £29,300,000             |                   |                   |                        |                   |
| 2008. szeptember        | Dimitar Berbatov        | Tottenham Hotspur       | £30,750,000             |                   |                   |                        |                   |
| 2014. január            | Juan Mata               | Chelsea                 | £37,100,000             |                   |                   |                        |                   |
| 2014. augusztus         | Ángel Di María          | Real Madrid             | £59,700,000             |                   |                   |                        |                   |
| 2016. augusztus         | Paul Pogba              | Juventus                | £89,300,000             |                   |                   |                        |                   |

## Menedzserek
- Első menedzser: Jack Robson – Robson 6 évig és 10 hónapig volt a United menedzsere, 1914. december 28-tól.
- Leghosszabb ideig szolgáló menedzser: Sir Alex Ferguson – 26 év, 194 nap (1500 mérkőzés, 1986. november 6. és 2013. május 19. között)[57]
  - Leghosszabb ideig szolgáló megbízott menedzser: Ralf Rangnick – 5 hónap, 19 nap (29 mérkőzés, 2021. december 3. és 2022. május 22. között)[58]
  - Leghosszabb ideig szolgáló játékosedző: Lal Hilditch – 6 hónap, 5 nap (33 mérkőzés, 1926. október 8. és 1927. április 13. között)
- Legrövidebb ideig szolgáló menedzser: David Moyes – 9 hónap, 21 nap (51 mérkőzés, 2013. július 1. és 2014. április 22. között)[59]
  - Legrövidebb ideig szolgáló megbízott menedzser: Michael Carrick – 11 nap (3 mérkőzés, 2021. november 21. és 2021. december 2. között)[60]
  - Legrövidebb ideig szolgáló játékosedző: Ryan Giggs – 19 nap (4 mérkőzés, 2014. április 22. és 2014. május 11. között)[61]

## Csapatrekordok

### Mérkőzések
- Első hivatalos mérkőzés: Newton Heath 2–7 Blackburn Olympic Reserves, Lancashire-kupa, 1883. október 27.[62]
- Első FA-Kupa-mérkőzés: Fleetwood Rangers 2–2 Newton Heath, első forduló, 1886. október 30.[63]
- Első Combination-mérkőzés: Newton Heath 4–3 Darwen, 1888. szeptember 22.[64]
- Első Football Alliance-mérkőzés: Newton Heath 4–1 Sunderland Albion, 1889. szeptember 21.[65]
- Első Football League-mérkőzés: Blackburn Rovers 4–3 Newton Heath, 1892. szeptember 3.[66]
- Első mérkőzés az Old Traffordon: Manchester United 3–4 Liverpool, 1910. február 19.[67]
- Első európai mérkőzés: Anderlecht 0–2 Manchester United, BEK előzetes forduló, odavágó, 1956. szeptember 12.[68]
- Első ligakupa-mérkőzés: Exeter City 1–1 Manchester United, első forduló, 1960. október 19.

#### Rekordgyőzelmek
- Rekordgyőzelem: 10–0, az Anderlecht ellen, BEK előzetes forduló, visszavágó, 1956. szeptember 26.[69]
- Rekordgyőzelem a bajnokságban:[69]

10–1, a Wolverhampton Wanderers ellen, First Division, 1892. október 15.
9–0, a Walsall ellen, másodosztály, 1895. április 3.
9–0, a Darwen ellen, másodosztály, 1898. december 24.
9–0, az Ipswich Town ellen, Premier League, 1995. március 4.
9–0, a Southampton ellen, Premier League, 2021. február 2.
- Rekordgyőzelem az FA-Kupában: 8–0, a Yeovil Town ellen, 1949. február 12.[69]
- Rekordgyőzelem a ligakupában: 9–0, a Barnsley ellen, 2024. szeptember 17.[70]
- Rekordgyőzelem európai kupasorozatban: 10–0, az Anderlecht ellen, BEK előzetes forduló, visszavágó, 1956. szeptember 26.[69]
- Rekordgyőzelem az UEFA-bajnokok ligájában: 7–1, a Roma ellen, UEFA-bajnokok ligája negyeddöntő, visszavágó, 2007. április 10.[69]
- Rekordgyőzelem hazai pályán: 10–0, az Anderlecht ellen, BEK előzetes forduló, visszavágó, 1956. szeptember 26.[69]
- Rekordgyőzelem vendégként:[69]

7–0, a Grimsby Town ellen, másodosztály, 1899. december 26.
8–1, a Nottingham Forest ellen, Premier League, 1999. február 6.

#### Rekordvereségek
- Rekordvereségek: 0–7[69][71]

a Blackburn Rovers ellen, First Division, 1926. április 10.
az Aston Villa ellen, First Division, 1930. december 27.
a Wolverhampton Wanderers ellen, másodosztály, 1931. december 26.
a Liverpool ellen, Premier League, 2023. március 5.
- Rekordvereségek a bajnokságban: 0–7[69][71]

a Blackburn Rovers ellen, First Division, 1926. április 10.
az Aston Villa ellen, First Division, 1930. december 27.
a Wolverhampton Wanderers ellen, másodosztály, 1931. december 26.
a Liverpool ellen, Premier League, 2023. március 5.
- Rekordvereségek a Premier League-ben:[71]

0–7, a Liverpool ellen, Premier League, 2023. március 5.
- Rekordvereségek az FA-Kupában:[69]

1–7, a Burnley ellen, első forduló, 1901. február 13.
0–6, a Sheffield Wednesday ellen, második forduló, 1904. február 20.
- Rekordvereség európai kupasorozatban: 0–5, a Sporting CP ellen, Kupagyőztesek Európa-kupája negyeddöntő, 1964. március 18.[69]
- Rekordvereségek hazai pályán:[69]

0–6, az Aston Villa ellen, First Division, 1914. március 14.
1–7, a Newcastle United ellen, First Division, 1927. szeptember 10.
0–6, a Huddersfield Town ellen, First Division, 1930. szeptember 10.
- Rekordvereségek vendégként: 0–7[69][71]

a Blackburn Rovers ellen, First Division, 1926. április 10.
az Aston Villa ellen, First Division, 1930. december 27.
a Wolverhampton Wanderers ellen, másodosztály, 1931. december 26.
a Liverpool ellen, Premier League, 2023. március 5.

#### Sorozatok
- Leghosszabb veretlenségi sorozat: 45 mérkőzés, 1998. december 26. – 1999. október 3.[72]
- Leghosszabb veretlenségi sorozat a bajnokságban: 29 mérkőzés
  - 1998. december 26. – 1999. szeptember 25.[73]
  - 2010. április 11. – 2011. február 5.[74]
- Leghosszabb veretlenségi sorozat a bajnokságban, hazai pályán: 36 mérkőzés, 1998. december 26. – 2000. december 17.[75]
- Leghosszabb veretlenségi sorozat a bajnokságban, vendégként: 29 mérkőzés, 2020. február 17. – 2021. október 16.[76]
- Leghosszabb győzelmi sorozat a bajnokságban: 14 mérkőzés, 1904. október 15. – 1905. január 3.[73]
- Leghosszabb vereség-sorozat a bajnokságban: 14 mérkőzés, 1930. április 26. – 1930. október 25.[73]
- Leghosszabb döntetlen-sorozat a bajnokságban: 6 mérkőzés, 1988. október 30. – 1988. november 27.[73]
- Leghosszabb nyeretlen sorozat a bajnokságban: 16 mérkőzés, 1930. április 19. – 1930. október 25.[73]
- Leghosszabb gólszerzési sorozat a bajnokságban: 36 mérkőzés, 2007. december 3. – 2008. november 15.[73]
- Leghosszabb sorozat gól nélkül a bajnokságban: 5 mérkőzés, 1902. február 22. – 1902. március 17.;[73] 1981. február 7. – 1981. március 14.
- Leghosszabb kapott gól nélküli sorozat a bajnokságban: 14 mérkőzés, 2008. november 15. – 2009. február 18.

#### Eredmények egy szezonban
- Legtöbb győzelem egy szezonban a bajnokságban: 28 – 1905–1906, 1956–1957, 1999–2000, 2006–2007, 2008–2009, 2011–2012, 2012–2013[77]
- Legtöbb döntetlen egy szezonban a bajnokságban: 18 – 1980–1981[77]
- Legtöbb vereség egy szezonban a bajnokságban: 27 – 1930–1931[77]
- Legkevesebb gőzelem egy szezonban a bajnokságban: 6 – 1892–1893, 1893–1894[78]
- Legkevesebb döntetlen egy szezonban a bajnokságban: 2 – 1893–1894[78]
- Legkevesebb vereség egy szezonban a bajnokságban: 3 – 1998–1999, 1999–2000[77]

### Gólok
- Legtöbb gól egy szezonban a bajnokságban: 103 – 1956–1957, 1958–1959[72]
- Legtöbb gól egy szezonban a Premier League-ben: 97 – 1999–2000[72]
- Legkevesebb gól egy szezonban a bajnokságban: 36 – 1893–1994[78]
- Legtöbb kapott gól egy szezonban a bajnokságban: 115 – 1930–1931[77]
- Legkevesebb kapott gól egy szezonban a bajnokságban: 22 – 2007–2008

### Pontok
- Legtöbb pont egy szezonban:

Két pont győzelmenként: 64 pont, 42 mérkőzés, First Division, 1956–1957
Három pont győzelmenként:
92 pont, 42 mérkőzés, Premier League, 1993–1994
91 pont, 38 mérkőzés, Premier League, 1999–2000
- Legkevesebb pont egy szezonban:

Két pont győzelmenként:
22 pont, 42 mérkőzés, First Division, 1930–1931
14 pont, 30 mérkőzés, First Division, 1893–1894
Három pont győzelmenként: 48 pont, 38 mérkőzés, First Division, 1989–1990

### Nézőszám
- Legmagasabb hazai nézőszám: 83 260, az Arsenal ellen a Maine Roadon, First Division, 1948. január 17.[79]
- Legmagasabb hazai nézőszám az Old Traffordon: 76 098, a Blackburn Rovers ellen, 2007. március 31.[72]
- Legmagasabb vendég nézőszám: 135 000, a Real Madrid ellen, BEK, 1957. április 11.[72]
- Legalacsonyabb hazai nézőszám a második világháború után: 8 456, a Stoke City ellen a Maine Roadon, First Division, 1947. február 5.[7]